# Капнист, Алексей Павлович
Граф Алексе́й Па́влович Капни́ст (17 (29) мая 1871 — 31 октября 1918) — камергер Двора Его Императорского Величества (1913), контр-адмирал (1917).

## Биография
Старший сын графа Павла Алексеевича Капниста и Эмилии Алексеевны (1848—1904), дочери А. А. Лопухина. Имел брата Дмитрия и сестру Софью (1873—1880). Учился в 1-й Московской гимназии.
По окончании Морского корпуса (1891) плавал на кораблях Балтийского флота. Участвовал в войне с Китаем (1900—1901). В 1901 году окончил Артиллерийский офицерский класс с зачислением в артиллерийские офицеры 1-го разряда. В 1903—1906 годах — военно-морской агент в Австро-Венгрии и Италии. В 1906—1908 годы в чине капитана 2-го ранга служил в должности старшего офицера на линейных кораблях «Иоанн Златоуст» и «Три Святителя» Черноморского флота. В 1910—1914 годах находился в запасе. Был избран предводителем дворянства Мглинского уезда Черниговской губернии.
С началом Первой мировой войны вернулся на военно-морскую службу. Помощник начальника Морского генерального штаба (МГШ); с января 1916 года — офицер для поручений в Ставке Верховного Главнокомандующего; затем в июле назначен начальником управления Беломорско-Мурманским районом при морском министре.
С 27 июля (9 августа) 1917 года после Февральской революции исполнял обязанности начальника МГШ, был первым помощником морского министра. 28 июля 1917 года произведен в контр-адмиралы. 15(28) ноября 1917 года отстранён от должности и арестован за отказ подчиниться Совнаркому и Военно-морскому революционному комитету, но вскоре был освобождён.
После увольнения уехал в Киев, потом проживал на Кавказских Минеральных Водах. В сентябре 1918 года арестован ВЧК в Железноводске. В начале октября переведён в Пятигорск, где был убит во время Красного террора в ночь на 31 октября 1918 года в числе других офицеров высшего командного состава и видных государственных деятелей.

## Семья
Жена (с 17.05.1904; Рим) —  Ольга Константиновна Лишина  (13 (25).07. 1881—10.03.1960, Иерусалим, Израиль), дочь действительного статского советника, в конце жизни 
инокиня Ольга. В браке родились:
- Дмитрий (1905—1975) — инженер, педагог, общественный деятель[4],
- Павел (1906—1993) — поэт, благотворитель[5],
- Эмилия (1908—1996)[6] — супруга Дмитрия Сергеевича Татищева (1898—?)[7]
- Ольга (1911—2003) — в замужестве Вильерс[8],
- Сергей (1915—2006)[9].